# Xuxa
Maria da Graça Xuxa Meneghel (portugalska izgovorjava: [maˈɾi.ɐ dɐ ˈɡɾasɐ ˈʃuʃɐ mẽneˈɡɛw]; brazilski televizijski model in voditeljica, pevka, * 27. marec 1963. 
Njene različne oddaje so po vsemu svetu predvajali v portugalščini, angleščini in španščini. Svojo kariero je začela kot otroška televizijska voditeljica in dosegla velik uspeh v Braziliji in tujini, prislužila si je dve nagradi Latin Grammy za najboljši otroški album in njen epitet »Kraljica malih«. Xuxa je svojo televizijsko kariero začela s Clube da Criança na Rede Manchete v zgodnjih osemdesetih letih. Postala je nacionalna superzvezdnica, ko se je leta 1986 preselila na TV Globo za Xou da Xuxa. Bila je prva Brazilka, ki se je leta 1991 pojavila na seznamu najbogatejših umetnikov revije Forbes in zasedla 37. mesto z letnim bruto dohodkom 19 milijonov ameriških dolarjev.
V svoji 30-letni karieri je Xuxa prodala več kot 30 milijonov izvodov svojih plošč po vsem svetu, zaradi česar je najbolj prodajana brazilska pevka. Njena neto vrednost je bila v zgodnjih devetdesetih letih ocenjena na 100 milijonov ameriških dolarjev. Od leta 2020 je še naprej med najvidnejšimi brazilskimi slavnimi osebnostmi. Uspešna je tudi kot poslovna ženska, ima najvišjo neto vrednost med vsemi brazilskimi zabavljači, ocenjeno na 400 milijonov ameriških dolarjev.